# سديم النملة
سديم النملة (بالإنجليزية: ant nebula)‏ واختصاره بالإنجليزية Menzel 3 هو نجم شبيه بشمسنا الكروية وهو نجم ميت نتج عن موته اصطدام غازات معقدة هندسياً وفيزيائياً مكونةً نملةً فضائيةً يرى هذا السديم في كوكبة مسطرة النقاش ويبعد عنا نحو 8000 سنة ضوئية.
يتكون هذا السديم من الغاز المنبعث من النجم المحتضر ، على غرار الشمس الموجودة في مركزه. يعود اسمها إلى شكلها المميز الذي يستحضر رأس وصدر النملة.
يمكن تفسير هذا الشكل ، وخاصة بالنسبة للسديم الكوكبي ، من خلال التأثير الثقالي لنجم مرافق يتطور في مدار قريب منه جدًا (حوالي 1 وحدة فلكية) من النجم المحتضر ، أو من خلال مجال مغناطيسي قوي يحبس المادة التي من شأنها أن تلتف في الأشكال المعقدة قبل إخراجها بسرعة 1000 كم / ثانية.
سيكون هذان الاحتمالان في أصل قرص الغبار الذي سجله مؤشر VLTI.

## صفاته
يتوسع سديم النملة  شعاعيًا بمعدل حوالي 50 كم / ثانية وله محوره القطبي بزاوية حوالي 30 درجة من مستوى السماء (Lopez & Meaburn 1983 ؛ Meaburn & Walsh 1985). تتم مقارنته أحيانًا بسديم الفراشة (M2-9) الذي تمت دراسته على نطاق واسع ، ومن المحتمل جدًا أن كلاهما لهما تاريخ تطوري مماثل. كلاهما لهما نوى لامعة نقطية الشكل  ، وهما سديمان ثنائي القطب ضيق مخصر ، ويشتركان بشكل مدهش في أطياف متشابهة تعتمد على المكان. بسبب التشابه بينهما ، فإن الاختلافات بينهما جديرة بالملاحظة. ربما يكون الاختلاف الأكبر بينهما هو انبعاثات الأشعة تحت الحمراء  القريبة. لا يوجد لدى سديم النملة  أي أثر لانبعاثات الهيدروجين الجزيئي  ، في حين أن M 2-9 لها خطوط انبعاث الهيدروجين  H2 بارزة في شبه الأشعة تحت الحمراء. يعد نقص انبعاثات H2 من Menzel  3 أمرًا غير معتاد نظرًا للعلاقة القوية بين هذه الانبعاثات والتركيبات ثنائية القطب لـحلقته الكوكبية . بالإضافة إلى ذلك ، فإن الفصوص القطبية لـ منسل 3 مرقطة وتقريبًا أكثر مقارنةً بـ M 2-9. أخيرًا ، لا يُعرف سديم النملة  بإثبات التباين الزمني في الفصوص القطبية كما هو موجود في M 2-9 (Doyle et al.2000). (سميث 2003)
اكتشف مرصد هيرشل الفضائي انبعاث ضوء الليزر من السديم - على وجه التحديد ، انبعاثات الليزر لخط إعادة تركيب الهيدروجين. وهذا يؤكد وجود قزم أبيض مع رفيق ثنائي في قلب السديم.